# Jan Hartl
Jan Hartl (* 12. září 1952 Praha) je český herec.

## Život
Od svého dětství hrál ochotnicky divadlo a recitoval. Bydlel v ulici U Nikolajky a chodil na Základní školu U Santošky 17. Už na základní škole hrál v dětských rolích v inscenacích Národního divadla (mj. s Otou Sklenčkou, Klárou Jernekovou atd.). Po základní škole studoval na Gymnáziu Jana Nerudy, tehdejší "herecké" střední škole, poté přešel na Divadelní fakultu Akademie múzických umění. Po absolutoriu studia herectví (1975) na pražské DAMU byl členem Realistického divadla (dnes Švandovo divadlo na Smíchově), zde skončil v roce 1988. Jeho prvními filmovými rolemi byly údržbář a automechanik ve filmech Holky z porcelánu a v Jáchyme, hoď ho do stroje!
V roce 1989 měl z jara "problém", protože podepsal Několik vět. V sezoně 1989–1990 pak působil v Divadle na Vinohradech, zahrál si v Krejčově novém Divadle za branou II. V letech 1997–2015 byl členem Činohry Národního divadla v Praze.
Kromě toho také pravidelně účinkuje v různých literárních pořadech na pražských poetických scénách (Divadlo Viola či Lyra Pragensis apod.). Rozsáhlá je jeho činnost mimodivadelní – diváci si ho pamatují z výrazných filmových rolí či z televizních inscenací a seriálů, významná je jeho spolupráce s rozhlasem (v roce 2007 zvítězil v anketě Neviditelný herec na vlnách Českého rozhlasu).

## Divadelní role, výběr
- 1984 Grigorij Gorin: Poslední smrt Jonathana Swifta, První lilipután, Realistické divadlo, režie Miroslav Krobot j. h.
- 1985 Vasilij Šukšin: Čáry na dlani, Nikolaj Nikolajevič Kňazev, Realistické divadlo, režie Miroslav Krobot
- 2015 Peter Morgan: Audience u královny, Stavovské divadlo, režie Alice Nellis (role: Komorník)[5]

## Filmové a seriálové role, výběr
- 1974 Jáchyme, hoď ho do stroje!
- 1974 Holky z porcelánu film, režie: Juraj Herz
- 1975 Šachy televizní film režie: Jaroslav Dudek
- 1975 Svatba televizní film režie: Jaroslav Dudek
- 1975 Osvobození Prahy
- 1975 Můj brácha má prima bráchu film, režie: Stanislav Strnad
- 1976 Muž na radnici
- 1976 Den pro mou lásku film, režie: Juraj Herz
- 1977 Proč nevěřit na zázraky film, režie: Antonín Máša
- 1977 Na rohu kousek od metra televizní film, režie: Miroslav Sobota
- 1978 O vysoké věži televizní film, režie: Pavel Kraus
- 1978 Lvi salónů film, režie: Jaromír Borek
- 1979 Lustr televizní film, režie: Hynek Bočan
- 1979 Housata film, režie: Karel Smyczek
- 1979 Plechová kavalerie televizní seriál, režie: Jaroslav Dudek
- 1980 Soud pana Havleny televizní film, režie: Vít Hrubín
- 1980 Jen si tak trochu písknout film, režie: Karel Smyczek
- 1980 Dívka s mušlí film, režie: Jiří Svoboda
- 1981 Tajemství hradu v Karpatech
- 1981 Kopretiny pro zámeckou paní
- 1982 Má láska s Jakubem film, režie: Václav Matějka
- 1983 Evo, vdej se! film, režie: Jaroslava Vošmiková
- 1983 Anděl s ďáblem v těle
- 1983 Návštěvníci
- 1984 Všichni musí být v pyžamu film, režie: Jaroslav Papoušek
- 1985 Výjimečná situace film, režie: Jaromír Borek
- 1985 Vesničko má středisková
- 1985 Pětka s hvězdičkou film, režie: Miroslav Balajka
- 1985 Černá země televizní seriál, režie: Alois Müller
- 1986 Dobré světlo
- 1986 Velká filmová loupež
- 1986 Smích se lepí na paty film, režie: Hynek Bočan
- 1986 Můj hříšný muž film, režie: Václav Matějka
- 1987 Vltavská víla televizní pohádka, režie: Jiřina Pokorná-Makoszová
- 1987 Ať přiletí čáp, královno! filmová pohádka, režie: Jiří Adamec
- 1988 Píšťaličko, otloukej se televizní film, režie: Tomáš Tintěra
- 1988 Proces s vrahy Martynové televizní film, režie: Petr Koliha
- 1988 Jen ty a já televizní film, režie: Ludvík Ráža
- 1988 Anděl svádí ďábla film, režie: Václav Matějka
- 1989 Romance o vodníkovi televizní film, režie: Miroslava Valová
- 1989 Pane králi, jdeme z dáli televizní pohádka, režie: Jiřina Pokorná-Makoszová
- 1989 Konec starých časů
- 1989 Dva lidi v zoo
- 1989 Případ pro zvláštní skupinu
- 1989/1992 Dobrodružství kriminalistiky
- 1990 Ta naše písnička česká II film, režie: Vít Olmer
- 1990 Milostivé léto televizní film, režie: Jaroslav Dudek
- 1991 Panenka s porcelánovou hlavičkou televizní film, režie: Ota Koval
- 1991/1992 Co teď a co potom? televizní seriál, režie: Hynek Bočan
- 1992 Přítelkyně z domu smutku
- 1992 Hříchy pro pátera Knoxe
- 1992/1994 Uctivá poklona, pane Kohn
- 1994 O zvířatech a lidech
- 1995 Omyl děda Vševěda televizní film, režie: Jan Křtitel Sýkora
- 1995 Golet v údolí film, režie: Zeno Dostál
- 1995/1998 Život na zámku
- 1995 Muž v pozadí televizní seriál, režie: Pavel Háša
- 1995 Hříchy pro diváky detektivek televizní seriál, režie: Dušan Klein
- 1995 Broučci animovaný loutkový seriál, režie: Vlasta Pospíšilová
- 1995 Omyl děda Vševěda televizní film, režie: Jan Křtitel Sýkora
- 1996 Konto separato film, režie: Dušan Klein
- 1996 Manželská tonutí televizní seriál, režie: Dušan Klein
- 1997 Zdivočelá země film, režie: Hynek Bočan
- 1997 O perlové panně filmová pohádka, režie: Vladimír Drha
- 1997/2012 Zdivočelá země
- 1998 Motel Anathema televizní seriál, režie: Jiří Kos
- 1998 Dvě washingtonská ohlédnutí televizní film, režie: Pavel Háša
- 1999 Dvojrole
- 2000 Otesánek
- 2001/2007 Četnické humoresky
- 2002 Zvon Lukáš film, režie: Jitka Němcová
- 2003 Strážce duší televizní seriál, režie: D.Klein, I.Macharáček, J.Deák, R.Motyčka, P.Jandourek
- 2004/2010 3 plus 1 s Miroslavem Donutilem
- 2004/2007 Nadměrné maličkosti televizní seriál, režie: Filip, Balajka, Vávra, Pavlásková, Lasica, Preiss, Polesný, Šteindler, Pozzi, Drha, Zelenka, Němcová,
- 2005 Dobrá čtvrť
- 2007 Příkopy televizní seriál, režie: Jaroslav Hanuš
- 2009 Zemský ráj to napohled
- 2009 Poste restante televizní seriál, režie: Karel Smyczek
- 2011 Čapkovy kapsy televizní seriál, režie: Chramosta, Těšitel, Moravec, Kopp, Radun, Maráky, Kohoutová, Vejnar, Durdil, Tuka, Boršková, Míka ml.
- 2012 Vánoční hvězda televizní film, režie: Miloš Zábranský
- 2012 Okresní přebor – Poslední zápas Pepika Hnátka
- 2012 Modrý tygr
- 2013 Radokova Trojská válka dokumentární film, režie: Viktor Portel,Tomáš Polenský, David Radok
- 2013 Donšajni
- 2014 Něžné vlny
- 2014 Clona televizní seriál, režie: Tomáš Řehořek
- 2018 Zlatý podraz

## Rozhlas
- 1999 Karel Poláček: U zlatého havrana. Rozhlasová hra, dramatizace Jiří Hubička, režie Ivan Chrz, hráli: Jan Hartl, Stanislav Fišer, Jan Kraus, Jiří Ornest, Václav Knop, Jan Skopeček, Petr Nárožný, Milan Stehlík, Miroslav Donutil, Daniela Sochorová, Petr Mandel, Petr Šplíchal, Vladislav Knapp a Milan Křivohlavý.
- 2009 Jakub Arbes: Svatý Xaverius. Český rozhlas, režieː Markéta Jahodová, četl Jan Hartl.